# Flagge des Washington County (Pennsylvania)
Die Flagge von Washington County, Pennsylvania besteht aus einem hellblauen Hintergrund mit dem Siegel des Countys in der Mitte.

## Design
Die Flagge von Washington County, Pennsylvania, besteht aus einem hellblauen Hintergrund mit dem Siegel des Countys in der Mitte. Das Siegel besteht aus dem Bezirksgericht, einer überdachten Brücke, einem Indianer und einem frühen Siedler. Diese Montage enthält die Worte „Historical Washington County“ und „1781“ in einem Kreis.

## Geschichte
Am 7. Oktober 1977 zeigten Charles Chattaway, Vorsitzender der Washington County Bicentennial Commission, und Charlotte K. Lane, Mitglied, einen Entwurf für eine County-Flagge. Die Flagge war die allgemeine Idee von Raymond E. Dunlevy gewesen. Das Design dieser Flagge war das Kreissiegel in der oberen linken Ecke ohne den Kreis und die Worte "Historical Washington County" in der Farbe Gelb. Das Siegel befindet sich in einem vertikalen violetten Rechteck, das vollständig über die Flagge reicht. Dieser lila Streifen nimmt ein Viertel der Flagge ein. Der Rest der Flagge hat einen himmelblauen Streifen, der über die gesamte Oberseite der Flagge verläuft und nach unten fast die Hälfte einnimmt. Darunter befindet sich eine dünne grüne Linie. Darunter befindet sich eine dünne himmelblaue Linie. Der Rest der nach unten gehenden Flagge ist grün. Sie haben diese Flagge nicht verwendet. Sie benutzten den, der heute verwendet wird.